# Oxygastra curtisii
Cordulie à corps fin
Genre
Espèce
Statut de conservation UICN

 NT  : Quasi menacé
Oxygastra curtisii est une espèce de libellules dans la famille des Synthemistidae appartenant au sous-ordre des Anisoptères dans l'ordre des Odonates (demoiselles et libellules). C'est la seule espèce de son genre Oxygastra (monotypique). Dans des classifications plus anciennes, elle faisait partie de la famille des Corduliidae. Son nom vernaculaire français est cordulie à corps fin ou oxycordulie à corps fin.
L'espèce est menacée par la pollution aquatique et la modification de l'état des rivières.

## Description
La cordulie à corps fin possède un abdomen vert métallique orné de taches jaunes allongées. C'est une libellule de taille moyenne, son corps est long de 47 à 54 mm. L'espèce peut être confondue avec d'autres Corduliidae comme Cordulia aenea ou Somatochlora metallica cependant les taches jaunes le long de l'abdomen sont un bon critère d'identification.

## Répartition
L'aire de répartition principale, essentiellement européenne, se limite à la France (sauf le nord-ouest et la Corse), à l'ouest de la péninsule Ibérique, à l'Italie (ouest de la péninsule),Belgique, Luxembourg, l’ouest de l’Allemagne, Suisse. Elle est aussi mentionnée dans le Nord de l'Afrique mais elle y est très rare.
Bien que décrite en Grande-Bretagne l'espèce y est aujourd’hui disparue, de même pour les Pays-Bas. En France l'espèce ne dépasse pas une altitude de 800 m (Grand & Boudot, 2006).

## Écologie

### Période de vol et hivernation
Les adultes sont visibles de fin mai à fin août, le reste de l'année l'espèce est présente sous forme de larves aquatiques.

### Alimentation
Les adultes se nourrissent d’insectes volants : papillons, diptères, et autres odonates. Ils fréquentent pour cela des aires parfois situées assez loin de la zone de reproduction. Les larves se nourrissent de divers organismes aquatiques (têtards, alevins, insectes...)

### Cycle de vie
Les adultes s’accouplent au moment de la ponte. La femelle dépose les œufs par paquets sur des racines qui plongent dans l'eau. Les œuf éclosent deux à dix semaines après la ponte et donnent des larves. Ces larves se développent en milieu aquatique durant 2 à 3 ans. Au printemps, elles sortent de l’eau et se perchent sur une tige pour effectuer leur métamorphose. L’adulte sort, laissant alors une exuvie accrochée à la végétation.

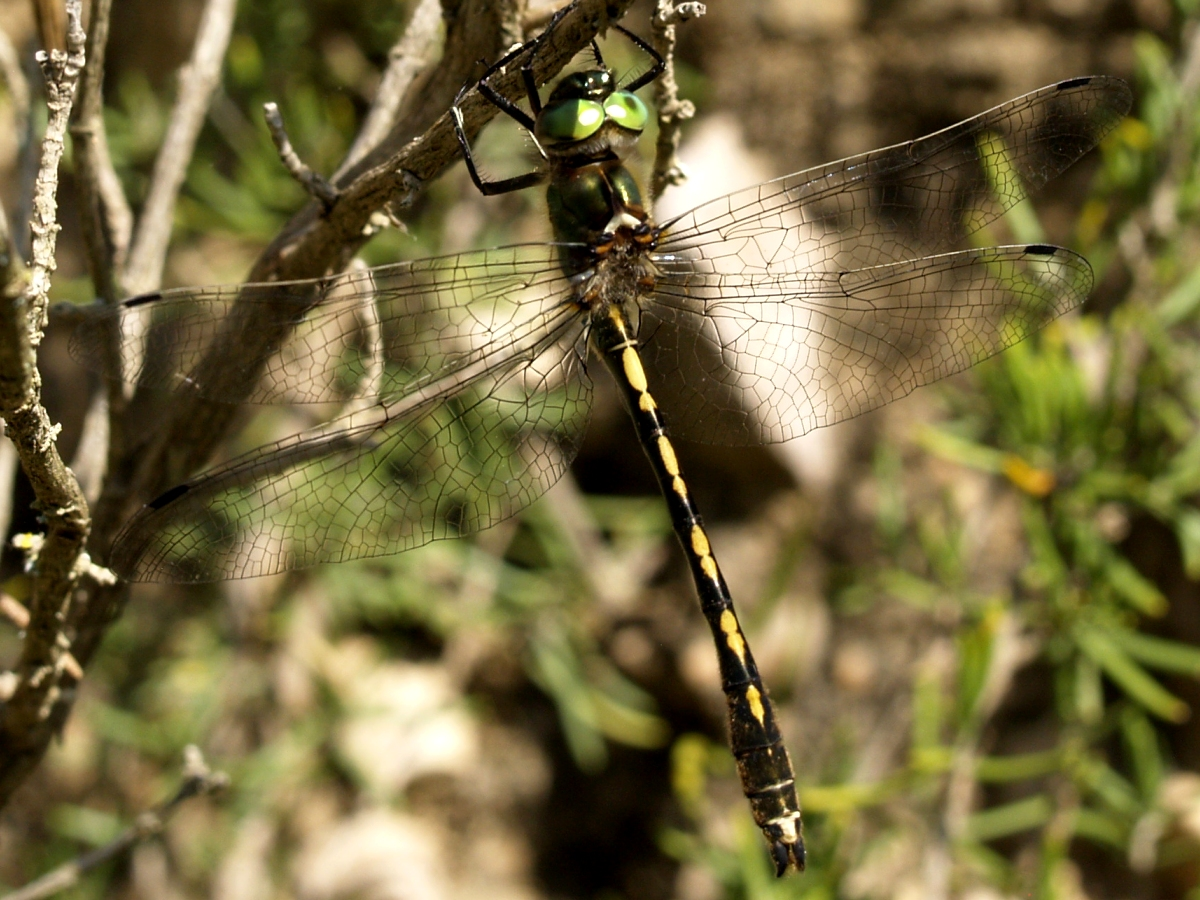
Mâle

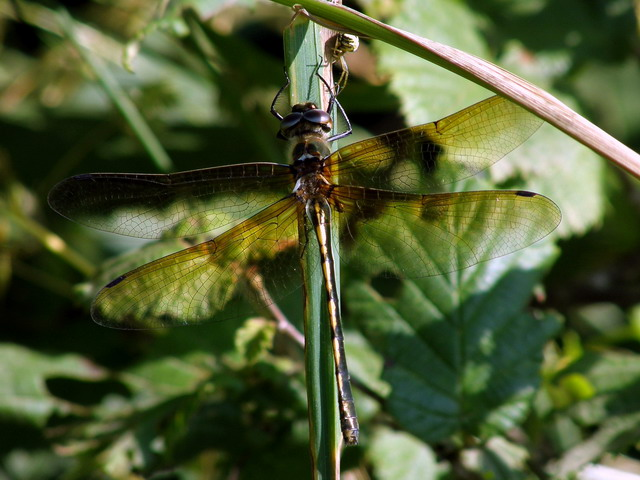
Femelle, Ain, France

### Habitat
Elle affectionne avant tout les rivières calmes aux eaux profondes et bordées d'arbres, parfois les lacs. Les points d'eau sont souvent profonds et bordés d'arbres, les berges riches en racines et le fond souvent vaseux. La présence de berges ombragées riches en racines qui plongent dans l'eau constitue l'habitat caractéristique de l'espèce.

## Statut de conservation
L’espèce fait l'objet de protections locales en France. Elle fait partie des 18 espèces du plan national d'action en faveur des odonates. 